# Процес-пространство
„Процес-пространство“ е международен фестивал за съвременно изкуство, който традиционно се провежда през юни всяка година в Балчик. Първото му издание датира от 1991 г. и дългогодишен директор е неговият основател, художникът и теоретик Димитър Грозданов. Отворен е за всички видове изкуства, включително музика, театър, пърформанс, мултимедия. 
Сред организаторите на арт събитията около фестивала са участвали: Христо Господинов – Печката, Борис Климентиев, Диана Попова, Руен Руенов, Елена Панайотова, Лидия Георгиева, Христина Бобокова, Милена Стамболийска, Пенка Минчева, Виргиния Пенчева, Атанаска Петрова, Велина Христова, Лиана Димитрова и др. Чест гост, участник и фотограф е фестивала е Галина Йотова. От 2004 до 2022 година сред основните организатори е художничката Пенка Минчева. В ранната част на този период Милена Стамболийска също е сред двигателите на форума в Балчик. Христина Бобокова е в екипа на фестивал „Процес – Пространство“ от 1995г. първоначално като участник, в последствие – организатор.
За първата проява е бил поканен Кристо, който изпраща свои саморъчно подписани плакати, станали впоследствие експонати. През 2011 г. по повод 20-а издание на фестивала в София е организирана ретроспектива 20 години фестивал „Процес – пространство“

## 2004 г.
Темата на фестивала през 2004 г. е „Пещера – камък – печка“ в памет на Христо Господинов - Печката. През същата година както български участници, така и артисти от САЩ, Северна Македония, Турция и Гърция творят 15 дни.

## 2019 г.
В рамките на „Пловдив – Европейската столица на културата 2019“, под мотото „Отношения без форма“, се провежда XXIX издание на „Процес-Пространство“, от 18 май до 15 юни 2019 г.